# Leuselbach
Der Leuselbach ist ein rund 8 Kilometer langer Mittelgebirgsbach in den Mainfränkischen Platten. Er verläuft in den unterfränkischen Landkreisen Bad Kissingen und Schweinfurt und mündet von Nordwesten kommend als rechter Zufluss in die Wern.

## Geographie

### Verlauf

#### Quellgebiet
Der Leuselbach, ein feinmaterialreicher, karbonatischer Mittelgebirgsbach des Keupers, entspringt auf etwa 344 m ü. NHN in den Sulzthaler Höhen, einem Teilraum des Naturraums Wern-Lauer-Platten. Seine Quelle liegt in der Flur Donnerloch in der Gemarkung des zur Oerlenbach im  Landkreis Bad Kissingen gehörenden Gemeindeteils Ebenhausen, inmitten einer Ackerlandfläche rund 70 Meter südlich der Gemeindegrenze von Bad Kissingen und 180 Meter östlich der Grenze zu Ramsthal. Nördlich  verläuft auf einer kleinen Straße ein als Zubringer ausgewiesener Abschnitt, der zum Netzwerk der seit dem Hochmittelalter bestehenden Pilgerwege des internationalen Fernwanderwegs Jakobsweg gehört. Dieser Nebenweg Poppenhausen–Ebenhausen, an dem zwei Wegekreuze stehen, verbindet den Unterfränkischen Jakobsweg mit der aus Vacha und Fulda kommenden Teilstrecke. Etwa einen halben Kilometer westlich der Quelle stehen 3 Windräder, die zum Bürger-Windpark Ramsthal der Naturstrom AG gehören.
Das Quellgebiet liegt etwa 1,5 Kilometer östlich des Weinorts Ramsthal und 1,8 Kilometer westlich des Pfarrdorfs Oerlenbach. Geologisch wird der Bereich teilweise von der Trochitenkalk-Formation des Oberen Muschelkalks der Mitteltrias unterlagert, einer Wechsellagerung aus dichtem, sparitischem fossilführendem Kalkstein (blaugrau bis grau, gebankt bis dünnbankig) und mergeligen Zwischenlagen in Grautönen. Daneben treten Aufschlüsse von Löss oder Lößlehm aus dem Pleistozän auf, bestehend aus karbonatischem, feinsandigem Schluff oder karbonatfreiem, tonigem Feinsand. Die Böden des Quellbereichs bestehen dort fast ausschließlich aus Kolluvisolen auf schluffigem bis lehmigem Kolluvium.

#### Weiterer Verlauf
Der Leuselbach fließt zunächst in einer offenen, leicht geneigten Ackerlandschaft in ostsüdöstlicher Richtung durch Felder und Wiesen der Flur Donnerloch und folgt dabei dem natürlichen Geländerücken. Sein Lauf ist in diesem Abschnitt begradigt und wird teilweise von Feldwegen begleitet. Anschließend wendet er sich in der Flur Laubige Hecke südostwärts, tritt dann in ein flacheres Tälchen ein, wobei er zunehmend nach Süden einschwenkt. Etwas weiter bachabwärts wird er von einer Hochspannungsleitung überspannt und unterquert kurz darauf die Kreisstraße KG 4.  In diesem Bereich erstrecken sich über mehr als 200 Meter hinweg die Überreste der hoch- bis spätmittelalterlichen Wüstung Wittighausen.
Gut 100 Meter später nimmt er von links ein aus dem kleinen Birkner See im Osten heranfließendes Wald- und Wiesenbächlein auf. Die Talfüllung besteht dort aus pleistozänem Löss oder Lösslehm, der von schluffigen bis lehmigen Sedimenten überlagert wird. An den Hängen des Tälchens dominieren auf der rechten Seite Parabraunerden und auf der linken Seite finden sich nahezu ausschließlich Pararendzinen. Gesäumt von Ufergehölz verläuft der Leuselbach nahezu in Südrichtung durch offenes Ackerland. Etwas weiter südlich durchquert er eine ausgeräumte Agrarlandschaft, in der Schlehenhecken an Gräben und auf Ackerböschungen erhalten geblieben sind. Zwischen den dominierenden Schlehen wachsen vereinzelt auch Schwarzer Holunder, Wildrosen und  Weißdorn. Die schmalen Säume der Hecken werden von nitrophilen Hochstaudenfluren begleitet, in denen Arten wie Brennnessel, Klettenlabkraut und Wiesenbärenklau vorherrschen.
Der Leuselbach wird dann von einem alten Triebweg gekreuzt, ehe er bei der Flur Lerchentanz auf seiner rechten Seite einen weiteren Bach aufnimmt, der aus dem westlich gelegenen Waldgewann Mönchsbusch heranfließt und seinen Lauf deutlich stärkt. Anschließend übernimmt der Leuselbach dessen Laufrichtung und zieht südostwärts durch die Felder der Flur Forstreigen.  Dabei durchquert er ein gut einen halben Kilometer breites, weitgehend baumloses Tal, dessen Hänge rechts vom Wittighauser Wald und links vom Forst Baderholz bewaldet sind. Gut 100 Meter östlich des Forst Baderholz liegt inmitten der offenen Flur das zum Pfarrdorf Ebenhausen gehörende Einzelgehöft Forsthof; rund 300 Meter weiter östlich schließt sich Ebenhausen selbst an, mit dem das Gehöft durch die Forsthofstraße verbunden ist.
Der Bach quert einen örtlichen Wanderweg und biegt dann rechtwinklig nach Südwesten ab, um unmittelbar darauf wieder nach Südosten einzuschwenken. Etwa an dieser Stelle verlässt er die Sulzthaler Höhen und erreicht die Eschenbacher Hochflächen, einen benachbarten Teilraum der Wern-Lauer-Platten. Danach läuft er, begleitet auf der rechten Seite von  einem Wirtschaftsweg und gesäumt von spärlichem Gehölz, im Seitengrund durch intensiv genutzte landwirtschaftliche Flächen am östlichen Fuße des 334 m ü. NHN hohen Heubergs entlang. Südlich der Flur Baderholz zieht sich ein von Salweiden dominierter Strauchsaum entlang des Ufers. Beigemischt finden sich Hartriegel und Zitterpappel und in der Krautschicht gedeihen auf den unbeschatteten Böschungen Hochstauden, darunter Brennnessel, Klettenlabkraut und Kohlkratzdistel. Er unterquert den Heckichholz-Trieb, einen weiteren historischen Triebweg, durchfließt anschließend eine Grünlandfläche und wird nach knapp 200 Metern auf seiner linken Seite von einem Wiesenbächlein gespeist.
Der südwestlich von Ebenhausen gelegene Abschnitt der Hochfläche ist mäßig hügelig und wird von dem in Nord-Süd-Richtung verlaufenden Tal durchzogen, in dem sich einige Wiesen erhalten haben; die übrige Fläche wird nahezu vollständig ackerbaulich genutzt. Der Bach erreicht dann westlich des 316 m ü. NHN hohen Wiesbergs die Überreste der spätmittelalterlichen Wüstung Wackenhausen. Der Talgrund besteht aus pleistozänen bis holozänen Bachablagerungen aus Sand und Kies, die örtlich von Lehm oder Mergel überdeckt sind. Am Wiesberg tritt Gestein der Erfurt-Formation (Untere Tonstein- und Gelbkalkschichten) zutage, die dem Unteren Keuper der Mitteltrias angehören. Es handelt sich um eine Wechsellagerung aus tonigem und mergeligem Gestein, teils dolomitisch, in grauen, blaugrauen und grünlichen Farbtönen, und die Böden dort bestehen fast ausschließlich aus Regosolen und Pelosolen. Am nach Südwesten abfallenden Hang des Wiesbergs erstreckt sich eine magere Rinderweide und am unteren Rand säumt eine Hecke aus Schlehen, Weißdorn und Wildrosen den Bach.
Ein örtlicher Wanderweg stößt dort zum Bach und begleitet ihn ab da, teils rechts-, teils linksseitig, bis nahe an seine Mündung. Der Leuselbach fließt dann am Südwestfuß des Wiesberg entlang und dreht dabei mehr und mehr auf Südkurs. Während sich rechts des Bachs weiterhin offene Ackerflächen erstrecken, schließt sich auf seiner linken Seite zunächst eine Aufforstung mit Kiefern und Lärchen an, gefolgt vom Laubmischwald des Waldgewanns Am Wiesenberg. Rund 300 Meter weiter bachabwärts mündet von rechts der knapp zwei Kilometer lange Geiergraben ein, der am südwestlichen Fuß des Heubergs entspringt und anschließend entlang des Nordrands eines Mischwaldes talwärts verläuft.
Etwas weiter südlich liegt auf der bewaldeten Anhöhe zu seiner linken Seite ein vorgeschichtlicher Bestattungsplatz mit Grabhügel. Der Bach läuft nun südsüdostwärts am Waldrand entlang und wird nach etwa 250 Metern auf seiner rechten Seite von einem rund 400 Meter langen, namenlosen Bächlein gespeist, das einer unbeständigen Quelle entspringt, nach dem Zufluss aus dem Küferbrunnen jedoch kurz vor seiner Mündung ganzjährig Wasser führt. In einem schmalen Zipfel der Ebenhausener Gemarkung schlängelt sich der Leuselbach links an einem Waldstreifen entlang, während rechts Felder bis ans Ufer reichen. Dann passiert er die Gemeindegrenze von Oerlenbach zu Poppenhausen, welche zugleich die Landkreisgrenze zwischen Bad Kissingen und Schweinfurt bildet. Etwa dort wechselt er auch von den Wern-Lauer-Platten in das Schweinfurter Becken.
Nach kurzem Verlauf entlang der Gemeindegrenze zieht er danach westlich des Pfarrdorfs Poppenhausen zwischen den Fluren Ziegeleller auf der rechten und Sandleite auf der linken Seite südwärts durch eine von Feldern und Wiesen geprägte Flur. Am flach geneigten Westhang des Leuselbachgrunds in der Sandleite liegt ein strukturreicher Biotopkomplex aus brachgefallenen Obstwiesen, Feldgehölzen, Säumen und Altgrasrasen. Einzelne alte Obstbäume, aufgelassene Gärten und dichte Strauchgruppen aus Schlehen und Rosen bilden mosaikartige Übergänge zu brombeerreichen Hecken. Südlich schließt sich ein artenreiches Feldgehölz mit dominierenden Eichen und einer Unterwuchsschicht aus Hasel und Weißdorn an. Die enge Verzahnung der Biotoptypen schafft vielfältige Lebensräume, insbesondere für blütenbesuchende Insekten sowie seltene Vogelarten wie Schwarzstirn- und Rotkopfwürger, die hier einen regionalen Verbreitungsschwerpunkt haben.

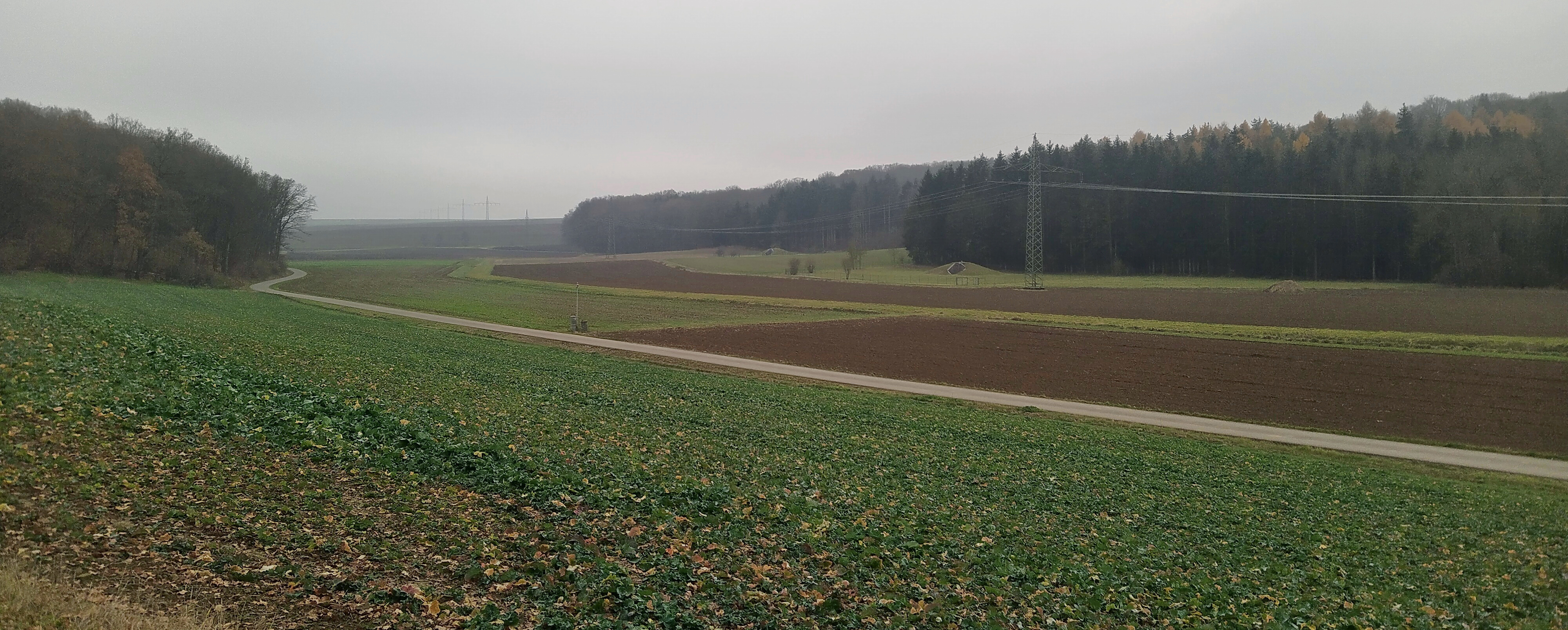
Blick in das Leuselbachtal in Richtung Süden.

Der Bach unterquert die Altenfelderhofstraße, die das Einzelgehöft Altenfelder Hof mit Poppenhausen verbindet, und wird kurz darauf auf seiner rechten Seite vom Würbisgraben verstärkt, der aus dem Westen, aus dem Würbisgrund, heranfließt und dem Hirschbrunnen entspringt. Der Leuselbach läuft durch ein Tal mit nur sanft ansteigenden Randhängen. Diese sind überwiegend bewaldet, während in der Bachauenlandschaft sowie auf den ebenen Flächen dazwischen Acker- und Grünlandnutzung vorherrscht. Der westliche Talhang wird von der Bahnstrecke Schweinfurt–Meiningen gequert. Die Waldflur Steinbrücken-Holz auf der linken Bachseite wird von einem strukturreichen Eichen-Hainbuchenwald geprägt, der vorwiegend aus alten Stiel- und Traubeneichen sowie aus Hainbuchen besteht; beigemischt sind Wildkirsche, Feldahorn und vereinzelt Winterlinde und das Waldgewann Lehenleinsholz auf der anderen Seite ist von Mischlaubwald bedeckt.
Südostwärts durchzieht der Bach einen Grünstreifen in der offenen Flur und erhält von links Zufluss durch den Wolfsgraben. Anschließend wendet sich der Leuselbach nach Nordosten, kreuzt einen Wirtschaftsweg, verläuft dann ostsüdostwärts am Rande eines Mischwaldes entlang und nimmt auf derselben Seite den Dohlsgraben auf. Kurz darauf unterquert der Leuselbach die Gleisanlagen der  Bahnstrecke Schweinfurt–Meiningen. Entlang der Bahnanlagen ziehen sich magere Altgrasbestände, basenreiche Magerrasen, Brachflächen sowie naturnahe Hecken, Gebüsche und Feldgehölze. Dominierend sind Weißdorn-, Schlehen- und Rosengebüsche, durchsetzt mit Pioniergehölzen wie Salweide und Zitterpappel, vereinzelt auch mit Eichen und Wildkirschen. Die Krautschicht besteht überwiegend aus ruderalisierten Glatthaferbeständen mit Übergängen zu Magerrasen und brombeerreichen Vorwaldstadien. Die meist ungenutzten Flächen sind überwiegend Bahneigentum. Der Bach fließt nun südostwärts durch Grünland, unterquert zunächst den Ernst-Stahl-Weg und kurz darauf die Hauptstraße, einen historischen Chaussee-Abschnitt mit Sandsteinpollern, Wasserdurchlässen und Obstbaumbestand, entstanden um 1785 zwischen Poppenhausen und Kronungen.

#### Mündung

Die Weidenmühle mit Scheune und Back-/Waschhaus
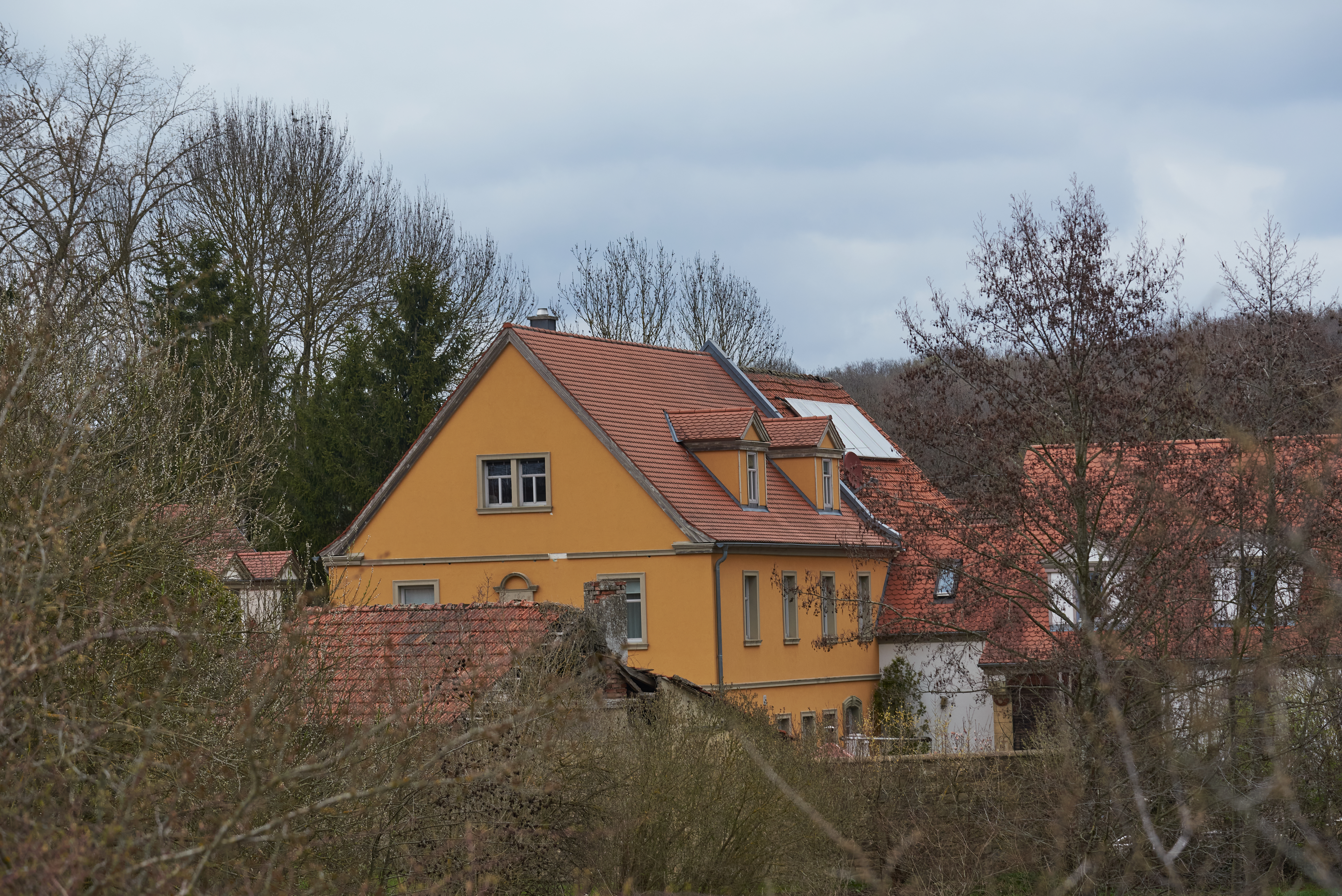
Mühle
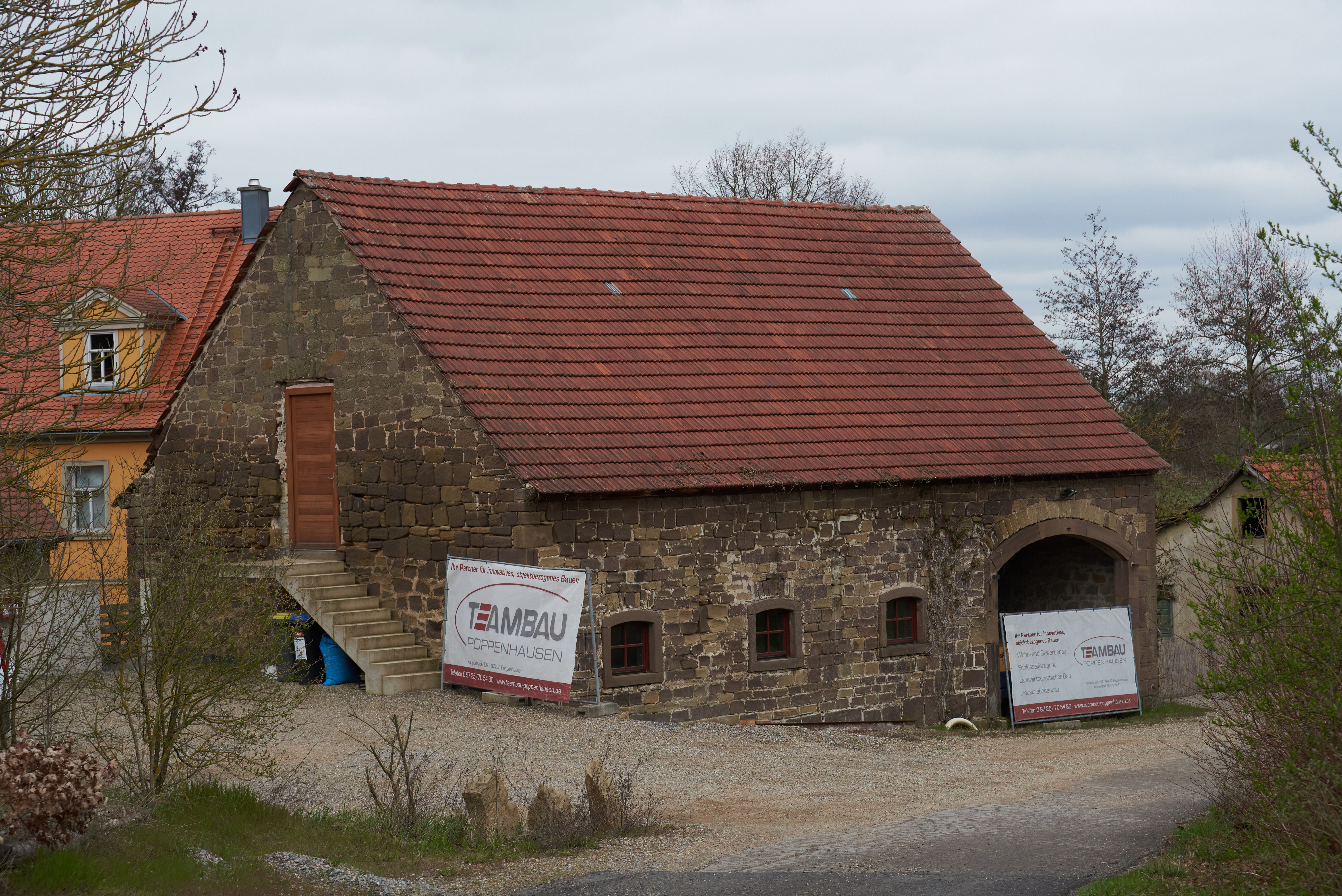
Scheune
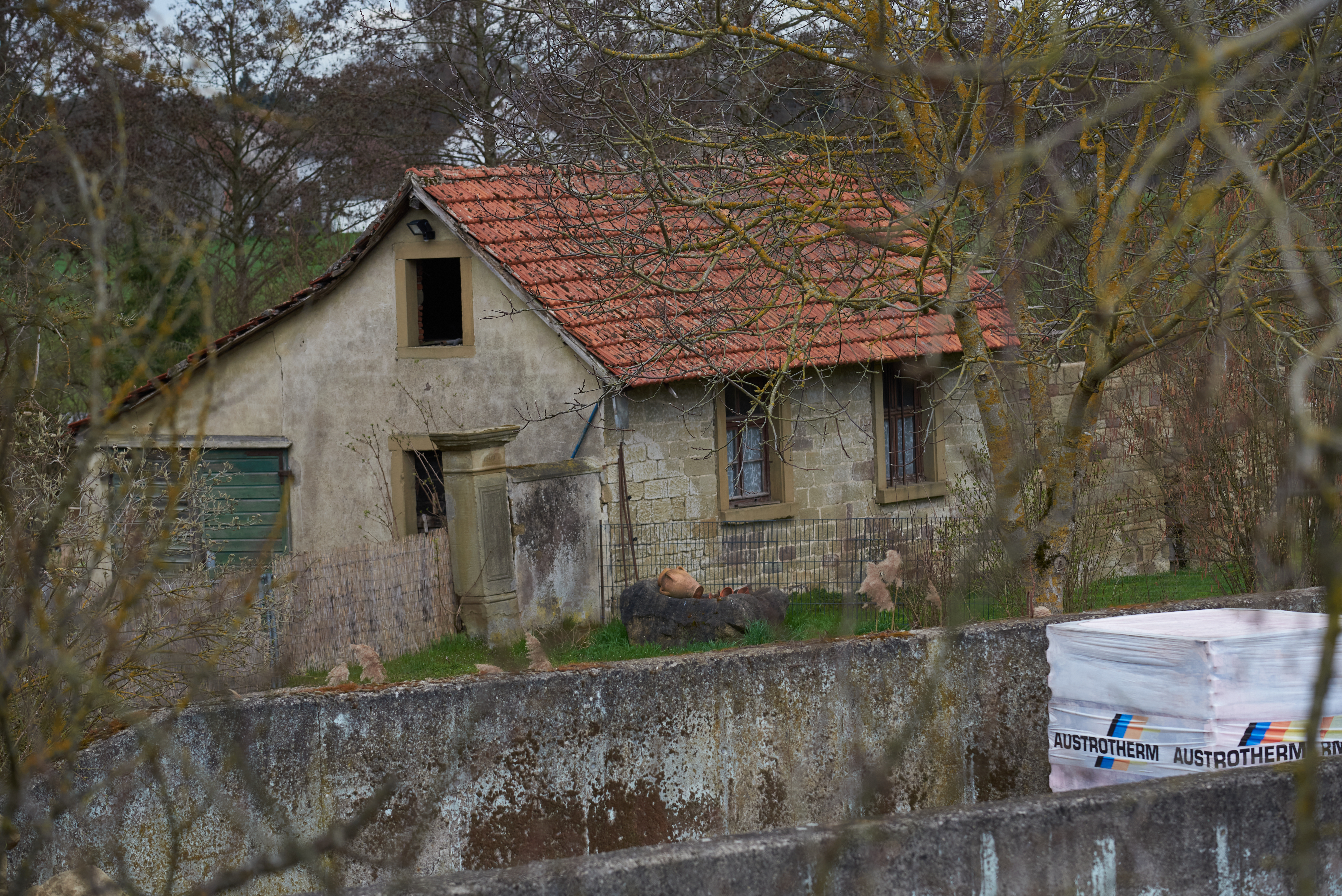
Back-/Waschhaus

Der Bach verläuft südlich der historischen Weidenmühle, einem vielgliedrigen Anwesen mit mehreren denkmalgeschützten Gebäuden. Der zweigeschossige Satteldachbau der eigentlichen Mühle trägt die Jahreszahl 1772, besitzt aber einen älteren Kern aus der Zeit um 1600. Das Obergeschoss ziert eine Hausfigur. Der Mühlentrakt stammt aus der zweiten Hälfte des 19. Jahrhunderts. Zum Anwesen gehören außerdem eine Fachwerkscheune mit reliefierten Eckpfeilern von 1764, ein 1794 erstelltes Kellerhaus, ein Stall aus Sandsteinquadern von 1873, ein Back- und Waschhaus aus dem 18. Jahrhundert sowie eine Hofpforte von 1809.
Der Leuselbach mündet schließlich auf einer Höhe von 241 m ü. NHN von rechts in die aus dem Norden heranfließende Wern. Sein 7,96 Kilometer langer Lauf endet etwa 103 Höhenmeter unterhalb seiner Quelle, woraus sich ein mittleres Sohlgefälle von rund 13 ‰ ergibt.
Einige Meter flussaufwärts mündet auf der gegenüberliegenden Seite der Maibach in die Wern und etwa 250 Meter weiter südlich, bei der Backenmühle, folgt der Ebersbach von links.

### Einzugsgebiet
Das 13,43 km² große Einzugsgebiet des Leuselbachs liegt innerhalb der Mainfränkischen Platten und erstreckt sich von den Wern-Lauer-Platten bis zum Schweinfurter Becken. Es wird durch ihn über die Wern, den Main und schließlich den Rhein zur Nordsee entwässert.
Es grenzt
- im Nordosten und Osten an das Einzugsgebiet des Poppenhausener Gemeindegrabena, der in die Wern mündet;
- im Südosten an das der Wern selbst;
- im Südwesten und Westen an das des Kützberger Bachs, der über den Euerbach und den Biegenbach in die Wern entwässert;
- im Nordwesten an das des Reichelgrund(grabens). der über den Augraben, den Teueregraben, die Teuere und die Schwabbach ebenfalls in die Wern entwässert und
- im Norden an das Einzugsgebiet der Fränkischen Saale oder an das einer ihrer Zuflüsse.

Die westlichen und südlichen Teile sind überwiegend bewaldet, während in den nordöstlichen Bereichen landwirtschaftlich genutzte Flächen dominieren. Außer dem Alternfelderhof und dem Westzipfel von Poppenhausen gibt es keine weiteren Siedlungen. Die höchste Erhebung ist ein namenloser Hügel mit einer Höhe von 386 m ü. NHN im Waldgewann Wittighausen im Nordwesten des Einzugsgebiets.

### Zuflüsse
- Geiergraben[20] (rechts), 2,0 km[27]
- Würbisgraben (rechts), 1,7 km[27]
- Wolfsgraben (rechts), 1,7 km[27]
- Dohlsgraben (rechts), 0,8 km[27]